# Amadeu II de Montfaucon
Amadeu II de Montfaucon (1130–1195) fou comte de Montbéliard i senyor de Montfaucon de 1163 fins a la seva mort. Va ser fill de Ricard II, senyor de Montfaucon i de Sophia de Montbéliard († 1148). Del seu pare va heretar la senyoria de Montfaucon. A la mort del seu avi matern, Dietrich II de Montbéliard, l'any 1163, va heretar d'aquest el comtat de Montbéliard.

## Descendència

Escut d'Amadeu de Montfaucon

Es va casar (possiblement en el segones núpcies) amb Beatrix de Grandson i més tard amb Osilie de Faucogney, Va tenir diverses filles i dos fills.
- Agnès de Montfaucon
- Ricard III (El més gran), que va succeir al seu pare com a comte de Montbéliard i senyor de Montfaucon després de la seva mort.
- Walter I de Montbéliard (el més jove - 1212), va ser creuat a Terra Santa i va fer carrera allà com a Conestable de Jerusalem i Regent del Regne de Xipre (1206-1210).

Amadeu es va oposar al quart fill de l'emperador, el comte Palatí Otó I de Borgonya, que volia estendre el seu poder a les possessions d'Amadeu a Alsàcia. En un judici amb Otto a la primavera de 1195 va ser assassinat per la seva pròpia mà.